# DELKO
DELKO was vanaf 2021 de naam van een Franse wielerploeg die sinds 1974 bestond. Vanaf 2011 kwam het team uit in de continentale circuits, in 2011 op een Letse-licentie en vanaf 2012 op een Franse. In het seizoen 2016 kreeg de ploeg een Procontinentale-licentie waardoor het team in aanmerking kwam voor wildcards om deel te nemen aan wedstrijden uit de UCI World Tour. In 2020 werd de ploeg ingedeeld bij de UCI ProTeams die onder andere kunnen deelnemen aan de wedstrijden op de UCI ProSeries-kalender. Aan het eind van 2021 werd de ploeg echter opgeheven vanwege financiële problemen.
Tijdens het seizoen 2011 was het een gemengde Letse/Franse ploeg. In 2012 was het team voornamelijk samengesteld uit jonge Franse renners.

## Ploegnamen
| Jaar                                                             | Naam | UCI-code                         |
| ---------------------------------------------------------------- | --- | -------------------------------- |
| 1974-1999 2000-2011 2012-2013 2014 2015 2016-2018 2019 2020 2021 | Vélo-Club La Pomme Vélo-Club La Pomme Marseille La Pomme Marseille La Pomme Marseille 13 Marseille 13 KTM Delko Marseille Provence KTM Delko Marseille Provence Nippo Delko One Provence Delko | 0 LPM (2011) LPM M13 DMP NDP DKO |

Fietsen
LOOK (2003-2010), CKT (2011-2014), KTM (2015-2018), LOOK (2019-2021)

## Ploegleiding 2011-2021
| Voormalig Nicolas Delaroziere (2011) Linards Veide (2011) Benoît Salmon (2011-2014) Shinichi Fukushima (2014-2015) Gilles Pauchard (2016) Freddy Lecarpentier (2012-2017) Arvis Piziks (2011-2018) Andy Flickinger (2018-2019) Kevin Rinaldi (2018-2019) Frédéric Rostaing (2011-2020) Luc Cheilan (2020) Takehiro Mizutani (2020) Thomas Vaubourzeix (2020) | 2021 Gorka Guerricagoitia (2017-2021) Hristo Zaykov (2017-2021) José Azevedo (2020-2021) Benjamin Giraud (2020-2021) |

## Overwinningen 2011-2021
| 2011 2e etappe Ronde van de Haut-Var: Julien Antomarchi 3e etappe Circuit des Ardennes: Benjamin Giraud | 3e etappe Ronde van Alentejo: Evaldas Šiškevičius Eindklassement Ronde van Alentejo: Evaldas Šiškevičius 1e etappe Ronde van Hainan: Justin Jules |

| 2012 Parijs-Camembert: Pierre-Luc Périchon 3e etappe Ronde van Bretagne: Thomas Vaubourzeix | 5e etappe Ronde van Bretagne: Evaldas Šiškevičius 2e etappe Ronde van de Limousin: Evaldas Šiškevičius Ronde van de Somme: Evaldas Šiškevičius |

| 2013 GP La Marseillaise: Justin Jules 6e etappe Ronde van Taiwan: Benjamin Giraud 1e etappe Mzansi Tour: Julien Antomarchi 5e etappe Vierdaagse van Duinkerke: Yannick Martinez | 1e etappe Route du Sud: Yannick Martinez 10e etappe Ronde van het Qinghaimeer: Benjamin Giraud Polynormande: José Gonçalves 2e etappe Ronde van China I: Benjamin Giraud 5e etappe Ronde van China I: Benjamin Giraud |

| 2014 2e etappe Ronde van Taiwan: Benjamin Giraud Eindklassement Ronde van Taiwan: Rémy Di Grégorio 5e etappe Ronde van Azerbeidzjan: Justin Jules 5e etappe Ronde van het Qinghaimeer: Thomas Vaubourzeix | 1e etappe Ronde van de Elzas: Grégoire Tarride 4e en 7e etappe Ronde van Hainan: Julien Antomarchi 7e etappe Ronde van Hainan: Julien Antomarchi Eindklassement Ronde van Hainan: Julien Antomarchi |

| 2015 Parijs-Camembert: Julien Loubet 3e etappe (ploegentijdrit) Circuit des Ardennes: Blain, Giraud, Konovalovavs, Loubet, Paillot, Šiškevičius Eindklassement Circuit des Ardennes: Evaldas Šiškevičius | Eindklassement Vierdaagse van Duinkerken: Ignatas Konovalovas 5e etappe Ronde van Hainan: Benjamin Giraud 1e etappe Ronde van Yancheng: Evaldas Šiškevičius Eindklassement Ronde van Yancheng: Evaldas Šiškevičius |

| 2016 4e etappe Tour des Fjords: Asbjørn Kragh Andersen | 7e etappe Ronde van het Taihu-meer: Leonardo Duque Eindklassement Ronde van het Taihu-meer: Leonardo Duque |

| 2017 Classic Sud Ardèche: Mauro Finetto | 1e etappe La Tropicale Amissa Bongo: Mikel Aristi Eindklassement Ronde van Oostenrijk: Delio Fernández |

| 2018 2e etappe La Tropicale Amissa Bongo: Brenton Jones 5e etappe La Tropicale Amissa Bongo: Brenton Jones Eindklassement Ronde van Sharjah: Javier Moreno | 2e etappe Ronde van de Provence: Rémy Di Grégorio Eindklassement Ronde van Aragon: Javier Moreno 2e etappe Ronde van de Ain: Javier Moreno 2e etappe Ronde van het Qinghaimeer: Brenton Jones |

| 2019 1e etappe Ronde van Rwanda: Alessandro Fedeli 6e etappe Ronde van Rwanda: Przemysław Kasperkiewicz 5e etappe Internationale Wielerweek: Mauro Finetto Ronde van Limburg: Eduard-Michael Grosu 2e etappe Ronde van het Qinghaimeer: Brenton Jones | 3e etappe Ronde van het Qinghaimeer: Eduard-Michael Grosu 6e etappe Ronde van het Qinghaimeer: Eduard-Michael Grosu 2e etappe Ronde van Slowakije: Eduard-Michael Grosu 2e etappe CRO Race: Eduard-Michael Grosu 6e etappe CRO Race: Alessandro Fedeli 5e etappe Ronde van het Taihu-meer: Brenton Jones |

| 2020 3e etappe La Tropicale Amissa Bongo: Biniam Girmay 6e etappe La Tropicale Amissa Bongo: Biniam Girmay 6e etappe Ronde van Langkawi: Hideto Nakane 2e etappe Ronde van Rwanda: Mulu Hailemichael | 8e etappe Ronde van Rwanda : José Manuel Díaz 3e etappe Ronde van Bulgarije: Pierre Barbier 4e etappe Ronde van de Limousin: Alessandro Fedeli Prueba Villafranca de Ordizia: Simon Carr |

| 2021 5e etappe Ronde van Turkije: José Manuel Díaz Eindklassement Ronde van Turkije: José Manuel Díaz Ploegenklassement Ronde van Turkije Ploegenklassement Boucles de la Mayenne |

### Nationale kampioenschappen
| 2018: Bulgaars kampioen, wegwedstrijd: Nikolaj Michajlov 2018: Rwandees kampioen, tijdrit: Joseph Areruya 2019: Litouws kampioen, wegwedstrijd: Ramūnas Navardauskas | 2019: Rwandees kampioen, tijdrit: Joseph Areruya 2020: Litouws kampioen, tijdrit: Evaldas Šiškevičius 2021:Litouws kampioen tijdrijden: Evaldas Šiškevičius |

2011 · 2012 · 2013 · 2014 · 2015 · 2016